# 寝屋川市立点野小学校
寝屋川市立点野小学校（ねやがわしりつ しめのしょうがっこう）は、大阪府寝屋川市にある公立小学校。

## 沿革
- 1973年（昭和48年） - 寝屋川市立西小学校から分離開校

## 通学区域
葛原1～2丁目、点野1～6丁目、仁和寺本町1～6丁目。

## アクセス
- 京阪本線 寝屋川市駅から北西に2.5km